# Транспорт в Словакии
Транспорт в Словакии включает в себя железнодорожные, автомобильные, воздушные и речные пути сообщения. Железнодорожная сеть (3662 км) и сеть автомагистралей (225,25 км) Словакии являются одними из наиболее развитых в Центральной Европе. Крупнейшим аэропортом в стране является аэропорт имени М. Р. Штефаника в Братиславе. Словацкий участок реки Дунай является судоходным для грузовых и пассажирских кораблей.

## Железные дороги
Государственная компания «Словацкие железные дороги» отвечает за строительство и эксплуатацию железных дорог в стране. На 2008 год всего насчитывается 3662 км железных дорог в стране, из них:
- 99 км — ширококолейные (1520 мм), только для грузоперевозок (например, ширококолейная линия Ужгород — Кошице)
- 3473 км — стандартная колея (1435 мм), из них 1588 км электрифицированы, 1011 км — двухколейные
- 50 км — узкоколейные (45 км с колеёй 1000 мм, 5 — с колеёй 750 мм)

## Автомобильные дороги
В стране на 2008 год насчитывается 43761 км всех дорог, из них 38085 км с обочиной, 5676 км — без обочины. Протяжённость автомагистралей — 432 км, скоростных автострад ограниченного пользования — 288 км. Выделяются следующие автомагистрали и автострады, полностью или частично введённые в эксплуатацию
Автомагистрали
- D1: Братислава — Трнава — Тренчин — Поважска-Бистрица — Жилина, Липтовски-Микулаш — Яновце, Прешов — Кошице — Захор (граница с Украиной)
- D2: Кути (граница с Чехией) — Малацки — Братислава — Яровце (граница с Венгрией)
- D3: Долни-Хричов — Жилина — Чадца — Скалите (граница с Польшей)
- D4: Яровце — граница с Австрией

Автострады
- R1: Трнава — Нитра — Зволен — Банска-Бистрица
- R2: Граница с Чехией — Тренчин — Прьевидза — Зволен — Римавска-Собота — Кошице
- R3: Граница с Венгрией — Зволен — Мартин — граница с Польшей
- R4: Граница с Венгрией — Кошице — Прешов — Свидник — граница с Польшей
- R5: Сврчиновец — граница с Чехией
- R6: Белуша — Пухов — граница с Чехией
- R7: Братислава — Нове-Замки — Крупина — Лученец

## Водный транспорт
Судоходный участок словацкой части реки Дунай составляет 172 км и пригоден для пассажирских и грузоперевозок. В Словакии есть два речных порта: Братислава и Комарно. Торговый флот Словакии на 2010 год насчитывает 9 грузовых кораблей и 2 рефрижераторных судна, общий тоннаж: 309 049 т.

## Трубопроводный транспорт
Протяжённость нефтепровода в Словакии составляет 416 км, газопровода — 6769 км (по данным на 2010 год).

## Авиасообщение
В Словакии насчитывается всего 37 аэропортов на 2012 год, из них в 18 взлётно-посадочные полосы — с искусственным покрытием, в 17 — с натуральным покрытием. Протяжённость ВПП с натуральным покрытием не превышает 1523 м, среди полос с искусственным покрытием есть две с длиной более 3047 м (на 2002 год). Также есть одна площадка для посадки вертолётов.